# Molly, une femme au combat
Molly, une femme au combat (Our Girl) est une série télévisée britannique en 28 épisodes de 60 minutes créée par Tony Grounds (en), dont le pilote a été diffusée le 24 mars 2013 sur BBC One puis du 21 septembre 2014 au 28 avril 2020 sur cette même chaîne.
En France, seule la saison 1 a été diffusée sur Arte. Cette série est inédite dans les autres pays francophones.

## Synopsis

### Saison 1
Molly Dawes, une jeune Londonienne de 18 ans décide qu'il est temps pour elle de changer de vie. Aînée d'une grande famille, elle décide de se prendre en main et rentre dans l'armée et suivra une formation d’infirmière avant sa première mission en Afghanistan. C'est avec une rapidité déconcertante qu'elle gravit les échelons mais les entraînements et la réalité sont deux mondes différents. Une fois sur le terrain, ce n'est pas toujours facile entre action et amour.

### Saison 2
Après que son futur époux l'ait abandonnée le jour de son mariage, le caporal Georgie Lane (Michelle Keegan) infirmière militaire pour l'armée britannique, est envoyée en mission au Kenya pour aider des médecins et sécuriser la zone d'un camp de réfugiés, sous les ordres de son ami le capitaine Charles James (Ben Aldridge).Mais tout ne va pas se passer comme prévu elle est prise en otage et elle devra faire équipe avec l'homme (Luke Pasqualino) qui va lui sauver la vie : son ex fiancé.

### Saison 3
De retour sur le terrain, une nouvelle mission l'attend : secourir les habitants d'un village isolé au Népal après un séisme. Après leur arrivée, sous l'ordre du capitaine James, elle devient la tutrice d'une nouvelle recrue (Shalom Brune-Franklin) mais celle ci va lui donner du fil à retordre...Par ailleurs elle va faire la connaissance d'un Népalais (Rudi Dharmalingam) qui ne va la laisser indifférente, mais Elvis est toujours amoureux d'elle et compte bien la reconquérir. Elle va également rencontrer une jeune fille originaire du village (Salina Shrestha) qui a perdu toute sa famille lors d'un précédent séisme et qui cherche à obtenir une vie meilleure.

### Saison 4
L'actrice principale des deux dernières saisons (Michelle Keegan) a annoncé en octobre 2017 que la série a été renouvelée pour une quatrième saison qui serait diffusée durant l'année suivante.

## Fiche technique
- Titre français : Molly, une femme au combat
- Titre original : Our Girl
- Création : Tony Grounds
- Réalisation : David Drury, Anthony Philipson
- Scénario : Tony Grounds
- Photographie : Simon Richards, Nick Dance
- Montage : Ben Drury, Crispin Green, Stephen Haren
- Production : BBC Drama Production
- Pays d'origine :  Royaume-Uni
- Langue originale : anglais
- Genre : série dramatique
- Durée : environ 1 heure

 Sauf indication contraire, les informations mentionnées dans cette section peuvent être confirmées par la base de données cinématographiques IMDb,  présente dans la section « Liens externes ».

## Changement de Casting
Lors de la saison 1, c'est Lacey Turner la protagoniste du show. Mais Our Girl a été renouvelée pour une saison 2 qui se fera sans Lacey Turner. L’actrice a choisi de poursuivre sur EastEnders, le soap opera ou elle joue le rôle de Stacey Fowler. C'est donc Michelle Keegan (Ordinary Lies) qui sera la nouvelle tête d’affiche. Elle endossera ainsi le rôle de Georgie Lane, qui se retrouvera dans une dangereuse mission au Kenya et au Népal où elle aidera des populations dévastées (par la guerre et par un séisme).

## Distribution

### Principaux de la saison 1
- Lacey Turner (VF : Camille Donda) : Molly Dawes
- Ben Aldridge (VF : Emmanuel Garijo) : le capitaine Charles James
- Iwan Rheon (VF : Gauthier Battoue) : Dylan Smith, dit Schtroumpf (Smurf dans la VO)
- Becky Eggersglusz (VF : Gwenaelle Jegou) : Bashira

#### Récurrents de la saison 1
- Kerry Godliman (en) (VF : Annabelle Roux) : Belinda Dawes, la mère de Molly
- Sean Gallagher (VF : Paul Borne) : Dave Dawes, le père de Molly
- Matthew McNulty (VF : Jérémy Prévost) : le caporal Geddings
- Frieda Thiel (VF : Anouck Hautbois) : Mary
- Aubrey Shelton : Badrai
- Daniel Black (VF : Taric Mehani) : Artan
- Zubin Varla (en) : Qassem
- Charley Palmer Rothwell (en) : Baz Vegas
- Arinzé Kene (en) : Kinders
- Ade Oyefoso : Nude-Nut
- Sean Ward : Fingers
- Jonas Khan : Capitaine Azizi

 Source et légende : version française (VF) sur RS Doublage

### Principaux saison 2
- Michelle Keegan : Caporal Georgie Lane
- Luke Pasqualino : Elvis Harte
- Ben Aldridge : le capitaine Charles James
- Michael James : Abu Jasser

#### Récurrents saison 2
- Angela Lonsdale (en) : Grace Lane, mère de Georgie
- Sean Gilder : Max Lane, père de Georgie
- Royce Pierreson : Jamie Cole, le fiancé de Georgie
- Linzey Cocker : Marie Lane , sœur de Georgie
- Yusra Warsama : Nafula
- Anna Tenta : Kicki
- Hlayani Mabasa : Zeki
- Simon Lennon : Brains
- Sean Ward : Fingers

### Principaux saison 3
- Michelle Keegan : Caporal Georgie Lane
- Luke Pasqualino : Elvis Harte
- Ben Aldridge : le capitaine Charles James
- Rudi Dharmalingam : Milan
- Salina Shrestha : Tara
- Shalom Brune-Franklin : Maisie Richards

#### Récurrents saison 3
- Angela Lonsdale : Grace Lane, mère de Georgie
- Jonas Khan : Capitaine Azizi
- Sean Ward : Fingers
- Harki Bhambra : Rab
- Simon Lennon : Brains
- Sean Sagar : Monk
- Rolan Bell (en) : Sergent King « Kingy »
- Dawne Walcott : Peanut

## Tournage
Chaque saison, le décor de la série change à cause des différentes missions à accomplir.
Les scènes d'action de la saison 1, qui se passe en Afghanistan, ont été tournées en Afrique du Sud, au nord du Cap, à Serra Della Camp.
Pour la saison 2 (en Afrique),les scènes ont été tournées au Kenya.
La partie 1 de la saison 3, se déroule au Népal, dans un petit village puis en Afghanistan plus précisément à Kaboul.
La partie 2 de la saison 3 elle, se déroule au Nigeria puis au Belize et au Bangladesh.

## Épisodes

### Première saison (2013-2014)
1. Pilot (90 minutes)
2. Time
3. Feelings
4. Changes
5. Love
6. Heroes

### Deuxième saison (2016)
1. Lane
2. Going On
3. Look Now
4. Ready
5. Afterwards

### Troisième saison, partie 1 (2017)
1. Nepal Tour: Episode 1
2. Nepal Tour: Episode 2
3. Nepal Tour: Episode 3
4. Nepal Tour: Episode 4

### Troisième saison, partie 2 (2018)
1. Nigeria Tour: Episode 1
2. Nigeria Tour: Episode 2
3. Belize Tour: Episode 1
4. Belize Tour: Episode 2
5. Bangladesh Tour: Episode 1
6. Bangladesh Tour: Episode 2
7. Bangladesh Tour: Episode 3
8. Bangladesh Tour: Episode 4

### Quatrième saison (2020)
Les épisodes, sans titres, sont numérotés de un à six.